# Mesón Chico
Mesón Chico är en ort i Mexiko.   Den ligger i kommunen Ayutla de los Libres och delstaten Guerrero, i den södra delen av landet, 290 km söder om huvudstaden Mexico City. Mesón Chico ligger 221 meter över havet och antalet invånare är 173.
Terrängen runt Mesón Chico är kuperad åt nordost, men åt sydväst är den platt. Runt Mesón Chico är det ganska tätbefolkat, med 65 invånare per kvadratkilometer. Närmaste större samhälle är Ayutla de los Libres, 13,3 km norr om Mesón Chico. Omgivningarna runt Mesón Chico är en mosaik av jordbruksmark och naturlig växtlighet.